# یوزف لیوین
یوزف آرکادیوویچ لِیوین (روسی: Иосиф Аркадьевич Левин؛ ‏ /lay-VEEN/؛ ‏ ۱۳ دسامبر ۱۸۷۴ – ۲ دسامبر ۱۹۴۴) موسیقی‌دان، موسیقی‌شناس، مدرس و نوازنده پیانو اهل امپراتوری روسیه بود.
یوزف دانش‌آموختهٔ کنسرواتوار دولتی چایکوفسکی مسکو و از شاگردان واسیلی سافونف بود و نخستین اجرای رسمی و حرفه‌اش، اجرای کنسرتو پیانو شماره ۵ بتهوون به رهبری آنتون روبینشتاین در سن ۱۴ سالگی بود. او با درجهٔ شاگرد اولی و در کلاسی که الکساندر اسکریابین و سرگئی راخمانینف هم در آن بودند، فارغ‌التحصیل شد و در سال ۱۸۹۲ میلادی برندهٔ مدال طلای نوازندگی پیانو شد.
او در سال ۱۹۲۴ میلادی کتابی با عنوانِ «اصول بنیادین نوازندگی پیانوفورته» نوشت که اینک یکی از کتاب‌هایِ کلاسیکِ آموزش پیانو محسوب می‌شود